# Otto Stolz
Otto Stolz (Hall in Tirol, 3 de julho de 1842 — Innsbruck, 23 de novembro de 1905) foi um matemático austríaco.
É conhecido por seu trabalho sobre análise matemática e infinitesimais. Estudou em Innsbruck a partir de 1860 e em Viena a partir de 1863, onde obteve a habilitação em 1867. Dois anos depois estudou em Berlim, onde foi aluno de Karl Weierstrass, Ernst Kummer e Leopold Kronecker, e em 1871 frequentou aulas na Universidade de Göttingen de Alfred Clebsch e Felix Klein, antes de retornar definitivamente a Innsbruck como professor de matemática.
Começou seu trabalho com geometria (sobre a qual escreveu sua tese) mas após a influência de Weierstrass passou a interessar-se por análise real, sendo diversos pequenos teoremas de grande utilidade creditados a ele. Por exemplo, Stolz provou que uma função contínua f sobre um intervalo fechado [a, b] com convexidade no ponto médio, isto é, {\displaystyle f({\frac {x+y}{2}})\leq {\frac {f(x)+f(y)}{2}}}, tem derivada esquerda e direita em cada ponto em (a, b).
Otto Stolz morreu em 1905 pouco depois de finalizar trabalho sobre Einleitung in die Funktionentheorie. É lembrado pelo teorema de Stolz-Cesàro.

## Trabalho sobre sistemas não-arquimedeanos
Stolz publicou diversos artigos com construções de extensões não-arquimedianas dos números reais, como detalhado por Ehrlich (2006).  Seu trabalho, assim como o de Paul du Bois-Reymond, foi duramente criticado por Georg Cantor como uma "abominação". Cantor publicou um esboço de prova sobre a inconsistência de infinitesimais. Os erros da "prova" de Cantor são analisados por Ehrlich (2006).